# Захаренко, Андрей Владимирович
Андрей Владимирович Захаренко (03.01.1959 — 27.07.2011) — российский учёный в области общего земледелия, член-корреспондент РАСХН (2003).

## Биография
Родился в пос. Целинный Арык-Балыкского района Кокчетавской области (ныне — Айыртауский район Северо-Казахстанской области Казахстана).
Окончил Московскую сельскохозяйственную академию им. К. А. Тимирязева (1980) и её аспирантуру (1982—1985). С 1987 года работал там же: зав. отделом аттестации научных и педагогических кадров (1987—1992), ст. научный сотрудник (1992—1997), доцент (1997—1998), профессор (1998—1999), зав. кафедрой земледелия и методики опытного дела (1999—2003) МСХА.
В 2003—2005 академик-секретарь Отделения земледелия РАСХН. С 2005 г. проректор по научной работе Российского государственного аграрного университета — МСХА им. К. А. Тимирязева.
Доктор с.-х. наук (1997), профессор (2002), член-корреспондент РАСХН (2003).
Лауреат Государственной премии Российской Федерации в области науки и техники (2010). Награждён медалями ВДНХ.
Опубликовал более 200 научных трудов, из них 22 монографии.
Книги:
- Зернобобовые культуры / соавт.: Д. Шпаар и др. — Минск: Изд-во ФУА-Информ, 2000. — 263 с.
- Зерновые культуры / соавт.: Д. Шпаар и др. — 2-е изд., дораб. и доп. — Минск: Изд-во ФУА-Информ, 2000. — 421 с.
- Сахарная свекла / соавт.: Д. Шпаар и др. — 3-е изд., дораб. и доп. — Минск: Изд-во ФУА-Информ, 2000. — 263 с.
- Теоретические основы управления сорным компонентом агрофитоценоза в системах земледелия / МСХА. — М., 2000. — 466 с.
- Гербициды в системах земледелия: учеб. пособие для студентов по агрон. спец. / МСХА. — М., 2001. — 150 с.
- Технологические схемы возделывания полевых культур: учеб. пособие по агрон. спец. / соавт.: Н. С. Матюк и др.; МСХА. — М., 2002. — 136 с.
- Практикум по земледелию: учеб. пособие… / соавт.: И. П. Васильев и др. — М.: КолосС, 2005. — 422 с.
- Земледелие: учеб. / соавт.: Г. И. Баздырев и др. — М.: КолосС, 2008. — 606 с.
- Научные и практические основы применения защитно-стимулирующих комплексов в современном льноводстве / соавт.: С. Л. Белопухов и др.; Рос. гос. аграр. ун-т — МСХА им. К. А. Тимирязева. — М., 2009. — 320 с.
- Точное сельское хозяйство / соавт.: Д. Шпаар и др. — СПб. — Пушкин, 2009. — 397 с.
- Земледелие: учеб.для студентов высш. учеб. заведений, обучающихся по направлениям и спец. агрон.образования / соавт.: Г. И. Баздырев и др. — М.:Инфра-М, 2013. — 606 с.
- Земледелие: практикум : учеб. пособие для студентов высш. учеб. заведений, обучающихся по агрон. спец. / соавт.: И. П. Васильев и др. — М.:Инфра-М, 2014. — 422 с.